# Goyenia gratiosa
Goyenia gratiosa är en spindelart som beskrevs av Forster 1970. Goyenia gratiosa ingår i släktet Goyenia och familjen Desidae. Inga underarter finns listade i Catalogue of Life.